# Télépopmusik
Télépopmusik – francuski zespół muzyczny (trio) wykonujący muzykę elektroniczną. Trzej członkowie zespołu tworzą charakterystyczną muzykę będącą wynikiem fascynacji pionierskimi grupami muzyki elektronicznej (m.in. Kraftwerk). Muzyka zespołu jest swoistą mieszanką electro-popu, downtempo i technopopu. Można również natknąć się na elementy tech house, deep house, trip hopu i ambientu.
Najbardziej znanym utworem zespołu jest Breathe, wykorzystany m.in. w kampanii reklamowej Visa (30-sekundowy spot reklamowy). Zespół nagrał trzy albumy muzyczne. Debiutancki Genetic World nagrano w 2001 roku we współpracy z kilkoma wokalistami m.in. z nikomu wówczas nieznaną wokalistką – Angelą McCluskey i raperem Earthling-Mau.
Album promował singel Breathe, z udziałem Angeli McCluskey, który zawierał wspomniany już utwór. Kompozycja stała się hitem 2001 roku, osiągając szczyty list przebojów w Europie. Album Genetic World sprzedał się w ilości 250 000 egzemplarzy. Poza tym był nominowany do nagrody Grammy.
Drugim z albumów wydanym przez Télépopmusik w 2005 roku jest Angel Milk, na którym ponownie współpracowano m.in. z Angelą McCluskey. Album promowany był przez singel z utworem Into Everthing, w którym głosu użyczyła Deborah Anderson.

## Skład zespołu
- Fabrice Dumont (również członek zespołu Autour de Lucie)
- Stephan Haeri (solowo 2Square)
- Christophe Hetier (solowo Antipop)

## Dyskografia

### Albumy
- 2001 Genetic World
- 2005 Angel Milk
- 2011 In the Air

### Single
- 1998 An Ordinary Life (CD)
- 2000 Breathe (CD, 12")
- 2000 Da Hoola (CD, 12")
- 2002 Love Can Damage Your Health (CD, 12")
- 2004 Smile (12")
- 2005 Into Everything (CD, 12")
- 2006 Don’t Look Back (12")